# Lennart Nilsson (Leichtathlet)
Lennart Nilsson (* 6. September 1914; † 1991) war ein schwedischer Mittelstreckenläufer.
Bei den Leichtathletik-Europameisterschaften 1938 in Paris wurde er Achter über 800 m.

## Persönliche Bestzeiten
- 800 m: 1:51,8 min, 13. September 1942, Borås
- 1500 m: 3:52,8 min, 24. September 1937, Stockholm